# Wireless Display

Wireless Display (WiDi), är en teknik som utvecklats av Intel och gör det möjligt för användarna att trådlöst strömma en videolänk, video eller ljud från en kompatibel datorenhet till en kompatibel bildskärm, eller med hjälp av en adapter till en icke kompatibel bildskärm. 
Intel WiDi stödjer HD 1080p videokvalitet samt 5.1-surroundljud. Från och med Intel Wireless Display version 3.5 är även Miracast inkluderad i standarden.

## Konflikter med annan mjukvara
WiDi fungerar f.n. INTE tillsammans med Oracle VM VirtualBox.